# Pielach
Pielach er en biflod til Donau i Østrig i delstaten Niederösterreich.
Floden udspringer nord for Annaberg i en højde af 976 moh og flyder først gennem Niederösterreichs kalkalper og flyder dernæst videre vest for St. Pölten til alpeforlandet og udmunder i Donau øst for Melk i en højde af 200 moh. Pielachtal er en central floddal i Mostviertel og ligger mellem Trasiental i øst og Erlauftal i vest. Flodens afvandingsområde er ca. 590 km².
På sin vej fra udspringet til udmundingen i Donau flyder Pielach på en strækning af omkring 70 km. De vigtigste fødekilder til Pielach er Schwarzenbach, Nattersbach, Weißenbach, Loichbach, Soisbach, Deutschbach, Kremnitzbach og Sierning.
Ved Hofstetten har floden en gennemsnitlig vandmængde på 5,1 m³/sek. Den højeste vandmængde blev målt på dette sted ved oversvømmelsen den 8. juli 2007, hvor den var på 300 m³/sek.
48°14′30″N 15°20′54″Ø / 48.2417°N 15.3482°Ø